# Jankovce
Jankovce jsou obec na Slovensku v okrese Humenné. Žije zde 270 obyvatel.
Obec se nachází v jižní části Nízkých Beskyd v údolí potoka Oľky, severovýchodmě od Humenného. První písemná zmínka o obci je z roku 1317, což je nejstarší zmínka o sídle v okrese Humenné. Od středověku patřila humenskému panství, později Almássyovcům a Lukovcsovcům. V roce 1715 bylo v obci 16 obývaných poddanských domácností. Během prvního sčítání lidu, v roce 1787, měla obec 38 domů a 301 obyvatel, v roce 1828 v ní bylo 31 domů a 225 obyvatel. V roce 1900 žilo v obci 215 lidí. Obyvatelé se v minulosti zabývali tradičním zemědělstvím. Do roku 1918 obec administrativní patřila do Zemplínské stolice. První fara byla postavena podžupanem Zemplínské župy Janem Okoličánym v roce 1735.